# Terrell Davis
Terrell Lamar Davis (28 de outubro de 1972, San Diego) é um ex-jogador de futebol americano que atuava como running back pelo Denver Broncos na National Football League de 1995 a 2001. Davis foi draftado pelos Broncos na sexta rodada (196ª escolha) do Draft de 1995. Davis é o lider do Denver Broncos em jardas terrestres (7,607) e em touchdowns terrestres (60). Como jogador, ele recebeu o apelido de "T. D." por seus colegas, fãs e pela mídia; isso foi dado pois as iniciais do seu nome é a abreviatura da palavra Touchdown. Em 2017, foi eleito para o Salão da Fama do futebol americano.

## Estatísticas na NFL

### Temporada Regular
| Ano   | Time           | Jogos | Correndo com a bola | Correndo com a bola | Correndo com a bola | Correndo com a bola | Recebendo a bola | Recebendo a bola | Recebendo a bola | Recebendo a bola |
| Ano   | Time           | Jogos | Tentativas          | Jardas              | JPJ                 | TDs                 | Rec              | Jardas           | JPJ              | TDs              |
| ----- | -------------- | ----- | ------------------- | ------------------- | ------------------- | ------------------- | ---------------- | ---------------- | ---------------- | ---------------- |
| 1995  | Denver Broncos | 14    | 237                 | 1 117               | 4,7                 | 7                   | 49               | 367              | 7,5              | 1                |
| 1996  | Denver Broncos | 16    | 345                 | 1 538               | 4,5                 | 13                  | 36               | 310              | 8,6              | 2                |
| 1997  | Denver Broncos | 15    | 369                 | 1 750               | 4,7                 | 15                  | 42               | 287              | 6,8              | 0                |
| 1998  | Denver Broncos | 16    | 392                 | 2 008               | 5,1                 | 21                  | 25               | 217              | 8,7              | 2                |
| 1999  | Denver Broncos | 4     | 67                  | 211                 | 3,1                 | 2                   | 3                | 26               | 8,7              | 0                |
| 2000  | Denver Broncos | 5     | 78                  | 282                 | 3,6                 | 2                   | 2                | 4                | 2,0              | 0                |
| 2001  | Denver Broncos | 11    | 167                 | 701                 | 4,2                 | 0                   | 12               | 69               | 5,8              | 0                |
| Total | Denver Broncos | 81    | 1 655               | 7 607               | 4,6                 | 60                  | 169              | 1 280            | 7,6              | 5                |

### Playoffs
| Ano   | Time           | Jogos | Tentativas | Jardas | JPJ | TDs |
| ----- | -------------- | ----- | ---------- | ------ | --- | --- |
| 1996  | Denver Broncos | 1     | 14         | 91     | 6,5 | 1   |
| 1997  | Denver Broncos | 4     | 112        | 581    | 5,2 | 8   |
| 1998  | Denver Broncos | 3     | 78         | 468    | 6,0 | 3   |
| Total | Denver Broncos | 8     | 204        | 1 140  | 5,6 | 12  |